# デンプン糖
デンプン糖（デンプンとう、澱粉糖、英語: starch sugar）とは、デンプンに酸や酵素を作用させて製造されるブドウ糖などの単糖類、マルトースやトレハロースなどの少糖類、各種の水飴のこと。場合によっては、マルチトールなどの還元糖も含む。